# Lijst van voetbalinterlands Albanië - Letland
Deze lijst van voetbalinterlands is een overzicht van alle officiële voetbalwedstrijden tussen de nationale teams van Albanië en Letland. De landen hebben tot op heden zes keer tegen elkaar gespeeld. De eerste ontmoeting, een kwalificatie voor het Wereldkampioenschap voetbal 1994, werd gespeeld in Tirana op 11 november 1992. Het laatste duel, een kwalificatiewedstrijd voor het Wereldkampioenschap voetbal 2026, vond plaats op 10 juni 2025 in Riga.

## Wedstrijden
| № | Plaats   | Datum            | Competitie           | Wedstrijd         | Uitslag |
| - | -------- | ---------------- | -------------------- | ----------------- | ------- |
| 1 | Tirana   | 11 november 1992 | WK 1994 kwalificatie | Albanië − Letland | 1 − 1   |
| 2 | Riga     | 15 mei 1993      | WK 1994 kwalificatie | Letland − Albanië | 0 − 0   |
| 3 | Ta' Qali | 10 februari 1998 | Vriendschappelijk    | Albanië − Letland | 2 − 2   |
| 4 | Riga     | 28 april 1999    | EK 2000 kwalificatie | Letland − Albanië | 0 − 0   |
| 5 | Tirana   | 4 september 1999 | EK 2000 kwalificatie | Albanië − Letland | 3 − 3   |
| 6 | Riga     | 10 juni 2025     | WK 2026 kwalificatie | Letland − Albanië | 1 − 1   |
| 7 | Tirana   | 9 september 2025 | WK 2026 kwalificatie | Albanië − Letland |         |

## Samenvatting
| Competitie        | Totaal gespeeld | Winst Albanië | Gelijk | Winst Letland | Doelsaldo Albanië – Letland |
| ----------------- | --------------- | ------------- | ------ | ------------- | --------------------------- |
| WK-kwalificatie   | 3               | 0             | 3      | 0             | 2 − 2                       |
| EK-kwalificatie   | 2               | 0             | 2      | 0             | 3 − 3                       |
| Vriendschappelijk | 1               | 0             | 1      | 0             | 2 − 2                       |
| Totaal            | 6               | 0             | 6      | 0             | 7 − 7                       |

Wedstrijden bepaald door strafschoppen worden, in lijn met de FIFA, als een gelijkspel gerekend.

## Details

### Tweede ontmoeting
| WK 1994 kwalificatie (Riga, Letland, 15 mei 1995): |       |         |
| Letland                                            | 0 – 0 | Albanië |
|                                                    | goals |         |

### Vierde ontmoeting
| EK 2000 kwalificatie (Riga, Letland, 28 april 1999): |       |         |
| Letland                                              | 0 – 0 | Albanië |
|                                                      | goals |         |